# 白石車站 (札幌市營地下鐵)
白石車站（日语：／ Shiroishi eki */?）是一位於日本北海道札幌市白石區東札幌2条6丁目，隸屬於札幌市交通局的地下鐵車站。白石車站是札幌市營地下鐵東西線的沿線車站之一，車站編號T13。
雖然北海道旅客鐵道（JR北海道）函館本線沿線也有一名為白石的車站，但兩個白石車站實際上相距有1.6公里之遙，並不是適合徒步轉車的距離。為了避免誤會，當地人通常會稱呼JR北海道所屬的白石車站為（J白），並稱本站為（地下白）。

## 車站構造
島式月台1面2線。以前此站是東西線的東側終點站。

### 月台配置
| 月台 | 路線   | 目的地           |
| ---- | ------ | ---------------- |
| 1    | 東西線 | 新札幌方向       |
| 2    | 東西線 | 大通、宮之澤方向 |

## 相鄰車站
札幌市營地下鐵
 東西線
東札幌（T12）－白石（T13）－南鄉7丁目（T14）